# Wereldkampioenschappen veldrijden 2014/Selecties
Deze pagina geeft een overzicht van de startlijsten op de wereldkampioenschappen veldrijden 2014 in het Nederlandse Hoogerheide op 1 en 2 februari 2014.

## Startlijst mannen elite
| België | Zwitserland                                                                            | Verenigde Staten |
| - 1. Sven Nys - 2. Niels Albert - 3. Klaas Vantornout - 4. Kevin Pauwels - 5. Tom Meeusen - 6. Rob Peeters - 7. Wietse Bosmans | - 10. Julien Taramarcaz - 11. Simon Zahner - 12. Marcel Wildhaber - 13. Arnaud Grand   | - 14. Jeremy Powers - 15. Timothy Johnson - 16. Ryan Trebon - 17. Jonathan Page - 18. Zach McDonald - 19. Allen Krughoff                                      |
| Frankrijk | Canada                                                                                 | Nederland |
| - 20. Francis Mourey - 21. Fabien Canal - 22. Guillaume Perrot - 23. Nicolas Bazin - 24. Steve Chainel                         | - 25. Mike Garrigan - 26. Aaron Schooler                                               | - 27. Lars van der Haar - 28. Thijs van Amerongen - 29. Corné van Kessel - 30. Thijs Al - 31. Niels Wubben - 32. Twan van den Brand - 33. Eddy van IJzendoorn |
| Tsjechië | Duitsland                                                                              | Italië |
| - 36. Martin Bína - 37. Radomír Šimůnek - 38. Ondřej Bambula - 39. Lubomír Petruš - 40. Zdeněk Štybar - 41. Vladimir Kyzivat   | - 42. Philipp Walsleben - 43. Marcel Meisen - 44. Sascha Weber - 45. Michael Schweizer | - 46. Enrico Franzoi - 47. Elia Silvestri - 48. Bryan Falaschi - 49. Luca Braidot - 50. Cristian Cominelli                                                    |
| Spanje | Japan                                                                                  | Groot-Brittannië |
| - 54. Javier Ruiz De Larrinaga Ibanez - 55. Aitor Hernández                                                                    | - 56. Yu Takenouchi - 57. Hikaru Kosaka                                                | - 58. Ian Field - 59. David Fletcher |
| Luxemburg | Slowakije                                                                              | Nieuw-Zeeland |
| - 60. Christian Helmig | - 61. Martin Haring - 62. Róbert Gavenda - 63. Václav Metlička                         | - 64. Alexander Revell - 65. Angus Edmond |
| Australië | Noorwegen                                                                              | Polen |
| - 66. Nick Both | - 67. David Quist - 68. Morten Vaeng                                                   | - 69. Mariusz Gil |
| Denemarken | Zweden                                                                                 | Estland |
| - 70. Kenneth Hansen | - 71. Calle Friberg - 72. Magnus Darvell                                               | - 73. Martin Loo |

## Startlijst vrouwen elite
| Nederland | Verenigde Staten | Italië |
| - 1. Marianne Vos - 2. Sabrina Stultiens - 3. Sophie de Boer - 4. Annefleur Kalvenhaar - 5. Yara Kastelijn - 6. Thalita de Jong | - 8. Katherine Compton - 9. Kaitlin Antonneau - 10. Elle Anderson - 11. Meredith Miller - 12. Crystal Anthony - 13. Arley Kemmerer | - 14. Eva Lechner - 15. Alice Maria Arzuffi - 16. Francesca Cauz - 17. Elena Valentini - 18. Chiara Teocchi                         |
| Groot-Brittannië | Tsjechië | Frankrijk |
| - 19. Helen Wyman - 20. Nikki Harris - 21. Gabriella Durrin - 22. Hannah Payton                                                 | - 23. Pavla Havlíková - 24. Martina Mikulaskova - 25. Martina Kukulova                                                             | - 26. Lucie Chainel-Lefèvre - 27. Pauline Ferrand-Prévot - 28. Marlène Morel-Petitgirard - 29. Caroline Mani - 30. Emeline Gaultier |
| België | Japan | Duitsland |
| - 31. Sanne Cant - 32. Ellen Van Loy - 33. Githa Michiels - 34. Loes Sels                                                       | - 35. Ayako Toyooka | - 36. Hanka Kupfernagel - 37. Jessica Lambracht - 38. Elisabeth Brandau - 39. Lisa Heckmann                                         |
| Luxemburg | Denemarken | Zweden |
| - 40. Christine Majerus | - 41. Margriet Kloppenburg | - 42. Asa Maria Erlandsson |
| Spanje | Australië | |
| - 43. Aida Nuño Palacio - 44. Rocio Martin Rodriguez                                                                            | - 45. Lisa Jacobs - 46. Melissa Anset                                                                                              | |

## Startlijst mannen beloften
| Nederland | België | Frankrijk                                                                                              |
| - 1. Mike Teunissen - 2. Mathieu van der Poel - 3. David van der Poel - 4. Stan Godrie - 5. Gert-Jan Bosman - 6. Martijn Budding | - 8. Wout van Aert - 9. Gianni Vermeersch - 10. Laurens Sweeck - 11. Michael Vanthourenhout - 12. Jens Adams - 13. Toon Aerts | - 17. Clément Venturini - 18. David Menut - 19. Fabien Doubey - 20. Anthony Turgis - 21. Clement Russo |
| Tsjechië | Verenigde Staten | Zwitserland                                                                                            |
| - 22. Tomáš Paprstka - 23. Michael Boroš - 24. Vojtěch Nipl - 25. Jakub Skála - 26. Matěj Lasák                                  | - 27. Yannick Eckmann - 28. Logan Owen - 29. Curtis White - 30. Cody Kaiser - 31. Tobin Ortenblad                             | - 32. Lars Förster - 33. Lukas Müller - 34. Severin Saegesser - 35. Fabian Lienhard - 36. Dylan Page   |
| Groot-Brittannië | Canada | Duitsland                                                                                              |
| - 37. Ben Sumner - 38. Steven James - 39. Adam Martin - 40. Jack Clarkson                                                        | - 41. Michael van den Ham - 42. Connor Wilson                                                                                 | - 43. Felix Drumm - 44. Yannick Gruner - 45. Max Lindenau - 46. Lukas Meiler                           |
| Japan | Denemarken | Spanje                                                                                                 |
| - 48. Toki Sawada - 49. Kota Yokoyama                                                                                            | - 50. Jonas Pedersen | - 51. Jonathan Lastra Martinez - 52. Alex Aranburu                                                     |
| Italië | Polen | Australië                                                                                              |
| - 53. Gioele Bertolini - 54. Nicolas Samparisi - 55. Lorenzo Samparisi                                                           | - 56. Bartosz Mikler | - 57. Alexander Meyland - 58. Tom Chapman                                                              |
| Luxemburg | Slowakije | Zweden                                                                                                 |
| - 59. Massimo Morabito - 60. Luc Turchi - 61. Scott Thiltges                                                                     | - 62. Ondřej Glajza - 63. Simon Vozar                                                                                         | - 64. Martin Eriksson                                                                                  |